# Federico Capasso

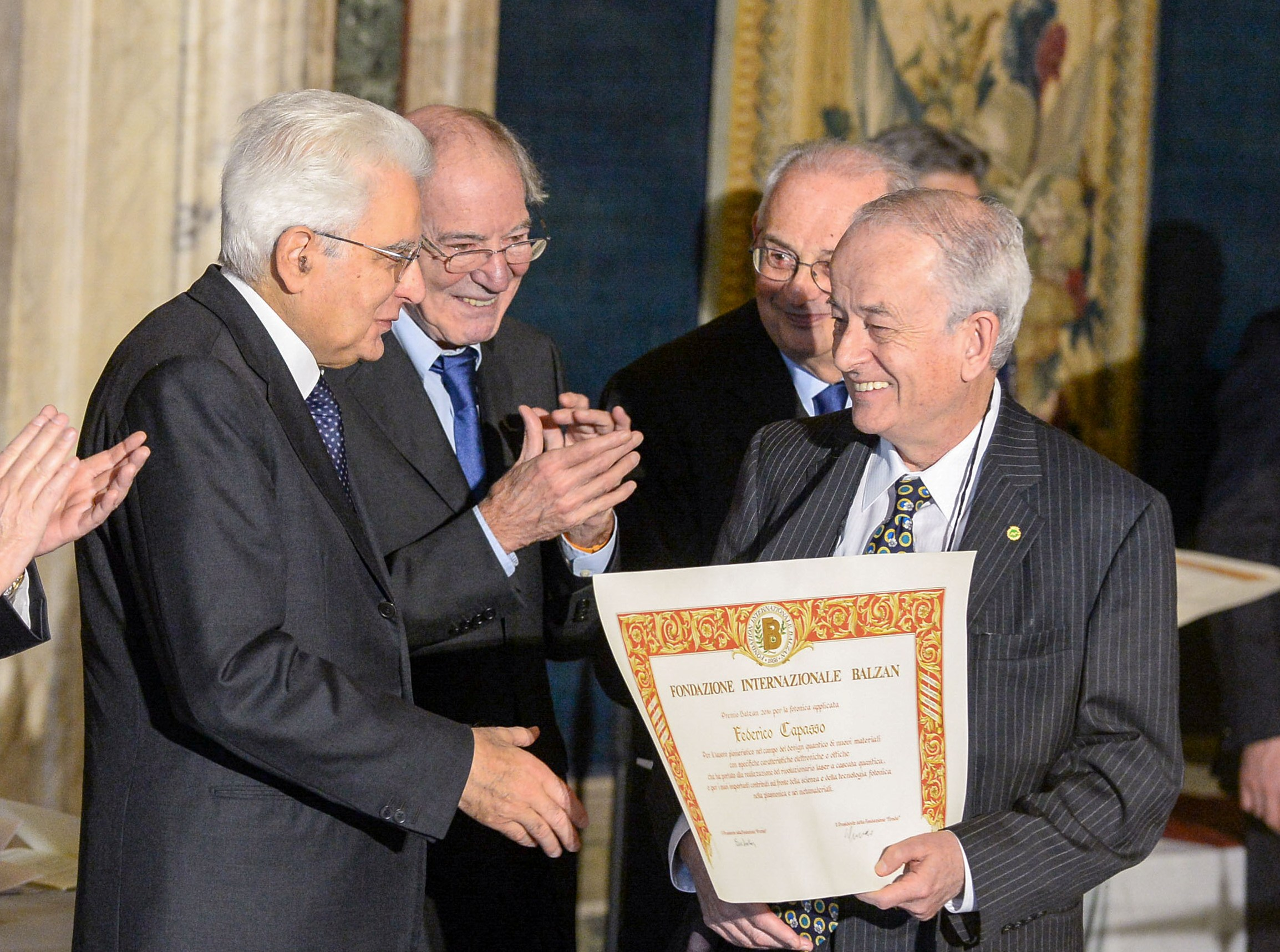
Der italienische Präsident Sergio Mattarella überreicht den Balzan-Preis an Federico Capasso

Federico Capasso (* 24. Juni 1949 in Rom) ist ein italienisch-US-amerikanischer Physiker.

## Leben
Capasso wurde 1973 an der Universität Rom (La Sapienza) promoviert, forschte dann in Faseroptik an der Fondazione Bordoni in Rom, bevor er 1976 zu den Bell Laboratories in den USA ging. 1984 wurde er dort Distinguished Member of the Technical Staff und 1997 Fellow. 1987 bis 2000 leitete er dort das Semiconductor Physics Research Department und 2000 bis 2002 war er Vizepräsident für Forschung in der Physik. Ab 2003 war er Robert Wallace Professor of Applied Physics an der Harvard University.
Capasso ist bekannt für die Entwicklung des Quantenkaskadenlaser, dessen ursprüngliche Idee von den Russen Rudolf Kazarinov und Robert Suris stammt (1971).
Capasso hält 50 Patente (2009).

## Auszeichnungen
- 1994 Welker Award
- 1997 John Price Wetherill Medal des Franklin Institute
- 2000 Willis-E.-Lamb-Preis (mit Alfred Y. Cho)
- 2001 R. W. Wood Prize der Optical Society of America
- 2002 Dennis Gabor Medal and Prize
- 2004 Arthur-L.-Schawlow-Preis für Laserphysik
- 2004 IEEE Edison Medal
- 2005 König-Faisal-Preis
- 2010 Berthold Leibinger Zukunftspreis
- 2010 Julius-Springer-Preis für angewandte Physik
- 2013 Humboldt-Forschungspreis der Alexander von Humboldt-Stiftung
- 2015 Rumford-Preis
- 2016 Balzan-Preis[1]
- 2018 Premio Enrico Fermi
- 2019 Matteucci-Medaille
- 2021 Frederic Ives Medal
- Ehrendoktor der Universität Bologna

## Mitgliedschaften
- 1986 Fellow der American Physical Society
- 1992 Fellow der American Association for the Advancement of Science
- 1995 Mitglied der National Academy of Sciences
- 1998 Mitglied der American Academy of Arts and Sciences
- 2015 Wahl in die Academia Europaea[2]
- Mitglied der National Academy of Engineering
- Ehrenmitglied des Franklin Institute

## Veröffentlichungen
- Federico Capasso, Giorgio Margaritondo (Hrsg.): Heterojunction Band Discontinuities. Physics and Device Applications. North-Holland, Amsterdam [u. a.] 1987, ISBN 0-444-87060-1
- Federico Capasso (Hrsg.): Physics of Quantum Electron Devices (= Springer Series in Electronics and Photonics, Band 28). Springer, Berlin [u. a.] 1990, ISBN 3-540-51128-8
- Federico Capasso: Avventure di un designer quantico. Di Renzo, Roma 2005, ISBN 88-8323-105-8 (Autobiographie)
- Federico Capasso: From Quantum Cascade Lasers to Flat Optics for the Twenty-first Century. Leo S. Olschki, Firenze 2019, ISBN 978-88-222-6678-1
- Federico Capasso, Dennis Couwenberg (Hrsg.): Frontiers in Optics and Photonics. Walter de Gruyter, Berlin [2021], ISBN 978-3-11-070973-5